# Warstwa ziarnista naskórka

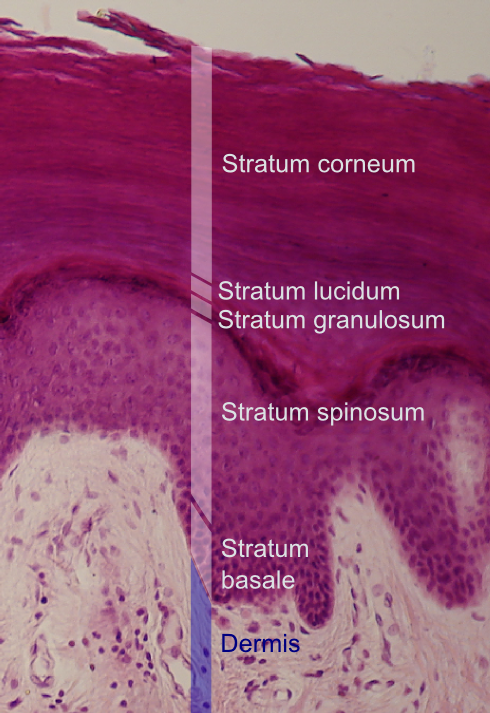
Preparat histologiczny - przekrój przez naskórek skóry nieowłosionej, warstwa ziarnista jako stratum granulosum

Warstwa ziarnista naskórka (ang. i łac. stratum granulosum) – jedna z warstw naskórka obecna w skórze owłosionej i nieowłosionej oraz w nabłonku jamy ustnej. Leży pomiędzy warstwą kolczystą a zrogowaciałą (lub kolczystą a jasną w grubych naskórkach).

## Budowa
Warstwa ziarnista składa się z jednego lub kilku pokładów wrzecionowatych komórek, ustawionych osią długą równoległe do powierzchni skóry. W zasadzie całą cytoplazmę komórek wypełniają ziarnistości, jądra komórek są spłaszczone albo w ogóle nie występują. Ziarna dzielą się na karatohialiny, które syntetyzują liczne swoiste białka oraz na keratynosomy, które syntetyzują swoiste glikolipidy. Między komórkami występują połączenia typu occludens.

## Funkcja
Chociaż synteza białek naskórka rozpoczyna się już w warstwie kolczystej (głównie inwolukryna), to w warstwie ziarnistej jest ona najbardziej intensywna. W tej warstwie, są produkowane takie białka jak:
- profilagryna;
- lorikryna;
- małe białka bogate w prolinę (SPR);
- kornifina;
- inwolukryna.

Wszystkie te białka biorą udział w tworzeniu płytek rogowych. Poza białkami komórki warstwy ziarnistej wytwarzają glikolipidy i sterole (np. acyloglikozyloceramid), które są uwalniane do przestrzeni międzykomórkowej w górnej części warstwy. Powodują one wytworzenie bariery nieprzepuszczalnej dla wody.